# Ecliptopera falsiloqua
Ecliptopera falsiloqua är en fjärilsart som beskrevs av Louis Beethoven Prout 1938. Ecliptopera falsiloqua ingår i släktet Ecliptopera och familjen mätare. Inga underarter finns listade i Catalogue of Life.